# Dụ ngôn Đồng bạc bị đánh mất

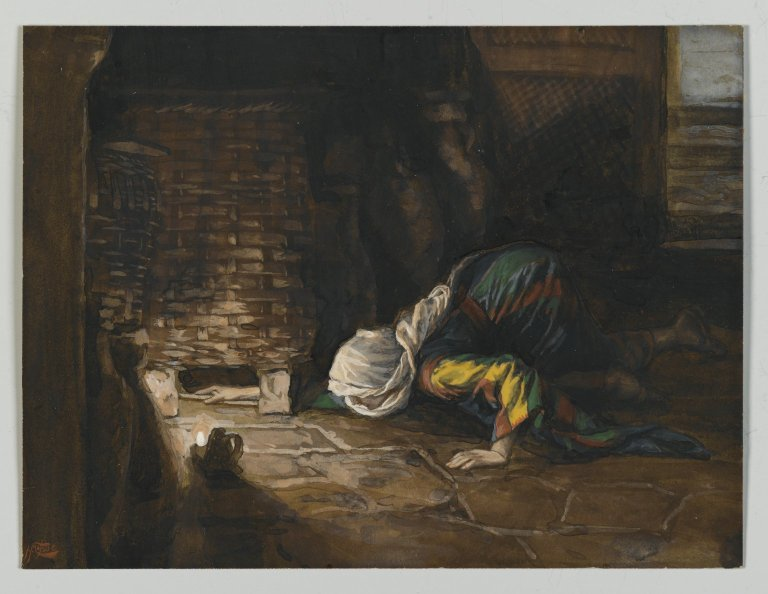
Bức trang về dụ ngôn được treo ở bảo tàng Brooklyn.

Đồng bạc bị đánh mất hay Đồng tiền bị mất là một dụ ngôn của Chúa Giêsu được ghi chép trong Tân Ước, văn bản được thể hiện trong Phúc Âm Luca (Luke 15:8-15:10). Đây là dụ ngôn thứ hai trong ba dụ ngôn ví dụ về sự mất mát và tìm lại được mà Chúa Giêsu nói với người Pharisêu và các nhà lãnh đạo Do Thái giáo, khi họ cáo buộc Ngài chào đón và ăn uống với "người tội lỗi". Hai dụ ngôn mất mát-tìm thấy còn lại là: Đứa con hoang đàng và Chiên lạc mất.

## Nội dung
| “                                                                  | Hoặc người phụ nữ nào có mười đồng quan, mà chẳng may đánh mất một đồng, lại không thắp đèn, rồi quét nhà, moi móc tìm cho kỳ được? Tìm được rồi, bà ấy mời bạn bè, hàng xóm lại, và nói: "Xin chung vui với tôi, vì tôi đã tìm được đồng quan tôi đã đánh mất. Cũng thế, tôi nói cho các ông hay: giữa triều thần Thiên Chúa, ai nấy sẽ vui mừng vì một người tội lỗi ăn năn sám hối. | ” |
| — Luca 15:8-10, Bản dịch của Nhóm Phiên dịch Các giờ kinh Phụng vụ | |   |

## Diễn giải
Người phụ nữ được mô tả như là một nông dân nghèo, và mười đồng quan tương ứng với mười ngày tiền lương, cũng có khả năng đó là khoản tiết kiệm của gia đình, cũng có thể là của hồi môn. Mọi suy đoán có vẻ hợp lý với xã hội Do Thái bấy giờ, và đã nói lên tính cấp bách của người phụ nữ khi tìm kiếm đồng bạc bị mất, và niềm vui mừng của bà lớn đến dường nào khi tìm lại được nó.
Cũng giống như Dụ ngôn Mười trinh nữ, đây là một dụ ngôn nói về phụ nữ xuất hiện ngay sau một dụ ngôn về người đàn ông. Trong tiếng Hy Lạp, cụm từ "bạn bè, hàng xóm" là nói đến phụ nữ.
Việc người phụ nữ này mời "bạn bè, hàng xóm" có thể phản ánh về một bữa ăn mừng, y như việc Chúa Giêsu bị cáo buộc ngồi ăn với "người tội lỗi". Hoạt động cần mẫn tìm kiếm đồng bạc của người phụ nữ có thể tượng trưng "hoạt động của Chúa Giêsu hay của Chúa Cha trông ngóng, tìm kiếm tội nhân quay trở về. Sự vui mừng của người phục nữ và "bạn bè, hàng xóm" tượng trưng cho sự vui mừng của các thiên thần trên trời cùng với Thiên Chúa.